# Ann Karindi Mwangi
Ann Karindi Mwangi (ur. 8 grudnia 1988 w Prowincji Rift Valley) – kenijska lekkoatletka, specjalistka od długich dystansów.
Jej największym dotychczasowym osiągnięcie jest złoty medal zdobyty w drużynie podczas mistrzostw świata w biegach przełajowych (Amman 2009).

## Rekordy życiowe
- bieg na 1500 metrów – 4:05,23 (2014)
- bieg na 3000 metrów – 8:43,54 (2009)
- bieg na 5000 metrów – 15:15,19 (2010)/15:05,34 (2009)[1]